# Graine de héros
Pour plus de détails, voir Fiche technique et Distribution.
Graine de héros (Up, Up, and Away) est un téléfilm américano-canadien de Robert Townsend. Le film a été créé sur Disney Channel le 22 janvier 2000 aux États-Unis. 

## Synopsis
Les Marshall sont une famille pas comme les autres. En effet, chaque membre possède un pouvoir lui permettant de venir en aide aux autres! Ainsi, ce clan de supers justiciers attend avec impatience que le jeune Scott développe enfin ses extraordinaires capacités. Hélàs, à 14 ans, toujours rien. Il décide alors de mentir en disant qu'il a obtenu le don de voler.

## Fiche technique
- Titre original : Up, Up, and Away
- Réalisation : Robert Townsend
- Scénario : Daniel Berendsen
- Décors : Cynthia T. Lewis
- Costumes : Kate Healey
- Photographie : Danny Nowak
- Montage : ??
- Musique : David Michael Frank
- Producteur : Harvey Frand, Paula Hart
- Société de production : Hartbreak Films
- Distribution : Walt Disney Television
- Durée : 90 minutes
- Pays d'origine :  États-Unis,  Canada
- Langue : Anglais
- Format : couleur
- Date de diffusion :
  -  États-Unis : 22 janvier 2000 sur Disney Channel
  -  France : 16 janvier 2001 sur Disney Channel

Sources : SensCritique

## Distribution
- Robert Townsend: Jim Marshall / Bronze Eagle
- Michael J. Pagan: Scott Marshall
- Alex Datcher: Judy Marshall / Warrior Woman
- Sherman Hemsley: Edward Marshall / Steel Condor
- Kevin Connolly: Malcolm
- Olivia Burnette: Nina
- Kasan Butcher: Adam Marshall / Silver Charger
- Arreale Davis: Molly Marshall
- Christopher Marquette: Randy
- Jamie Renée Smith: Amy Rosen
- Joan Pringle: Doris Marshall
- Nancy Sorel: Mrs. Rosen
- Benita Ha: Ms. Parker
- Jim Smith: Bank Manager
- Ty Olsson: Barker
- Craig March: Coach
- Mitchell Kosterman: Fireman
- Derek Lee: Derek
- Scott Owen: Reach
- Shawn MacDonald: Teller
- Ellie Havie: 	The Annihilator
- Denise Labossière: News Reporter
- Charles Andrew Payne: Policeman #2
- Dave Hospes: Thug #1
- Yuka Kobayashi: Thug #2
- Kit Mallet: Thug #3
- Anneliese Goldman: Computer

### Doublage français
- Mathieu Buscatto: Jim Marshall /Bronze Eagle

#### Version française
- Studio de doublage : ???

Source : RS Doublage